# Aserrí
Aserrí – miasto w Kostaryce; 27 000 mieszkańców (2006). Przemysł spożywczy, włókienniczy.